# 생태학적 접근
사회학에서 생태학적 접근(ecological approach)은 인간의 발달과정을 개인과 환경과의 상호 작용 속에서 이해하고자 하는 접근 방식이다. 개인과 환경 둘 다 인간 발달에 영향을 미친다는 입장으로 기존의 생물학적 모델과 심리역동적 모델이 비정상적인 발달의 주요 원인을 신체적인 문제, 개인의 심리적인 문제로 가정하는 것과는 대조적인 입장이다.
오늘날 환경에 대한 관심이 많아지면서 인간 행동을 이해하기 위해서는 개인뿐만 아니라 그 개인이 속한 환경도 함께 고려해야 한다는 것을 강조하는 생태학적 모델은 학계에서 주목받고 있다.

## 정의와 기본적 견해
유기체와 환경의 상호작용에 대한 연구분야로서 환경과 제도의 맥락에서 개인을 연구하는 생태학적 측면에서 본다면, 아동은 부모와 가족, 친구, 이웃 등 여러 관계와 따로 떼어 생각할 수 없으며, 이 체제가 조화롭게 작용할 때 장애가 없다고 말할 수 있다. 그러나 이 체제의 균형이 어긋나게 되면 부조화가 발생되는데, 그때 환경의 요구와 아동의 능력 간에 불일치가 나타난다. 생태학자들은 이러한 부조화 상태 또는 불일치를 바로 정서장애라고 정의한다. 
최근 미국 심리학자인 브론펜브레너(Uri Bronfenbrenner,1997)는 생태학을 다음과 같이 정의하였다. 
“성장하는 인간 개체와 그 개체가 살아가고 있는 끊임없이 변화하는 즉각적인 환경 사이에서 일생을 통해서 일어나는 점진적이고도 상호적인 조절(accommodation)에 대한 과학적인 연구로서, 이러한 과정은 위에서 말한 즉각적인 상황뿐만 아니라 이러한 상황들이 포함된 더 큰 규모의 형식적·비형식적인 사회적 환경 내부와 환경들 사이에서 얻어지는 관계에 의해서 영향을 받는다.” 
브론펜브레너는 아동의 발달을 도모하기 위해 다수준체계의 환경적 조화를 강조하며 아동은 직접적인 환경 내에서의 상호작용뿐만 아니라 대중 매체나 정치적 환경 등 보다 큰 범위의 환경에서도 상호작용을 함으로써 성장한다고 주장한다. 그가 주장한 환경, 즉 생태학적 모델은 4단계로 구성되어 있다.
1. 소구조(microsystem): 미시체계로서 물리적 환경, 부모, 또래, 형제자매, 학교 교직원을 포함하여 아동과 가장 밀접한 사람과의 활동이다. 그만큼 아동이 가장 이들과 함께 보내는 시간이 많다.
2. 중간구조(mesosystem): 중간체계로서 소구조들 사이의 관계로 구성되어 이들의 상호작용을 포함한다. 예를 들어, 부모는 학교 교직원과 원만한 협력 관계를 이루고 있을 수도 있지만, 그렇지 못한 관계를 이루고 있을 수도 있다.
3. 외부구조(exosystem): 사회지원기관, 부모직장, 확대가족, 이웃, 법 체계 등으로 구성되어 아동과 먼 상호작용을 하지만 그들의 발달 도모에 영향을 미치는 외부체계이다.
4. 대구조(macrosystem): 문화적 태도, 정치적 환경, 대중 매체, 연방 정책, 문화적 가치 등 문화적·법적인 구조에 해당한다.

이 외에도 생태학적 모델은 Germain에 의해 사회복지실천의 관점중 하나로 자리 잡기 시작하여 인간과 그들 환경과의 적합성과 그로 인해 발생하는 인간의 다양성을 이해하는 데 도움이 되고 있다.

## 평가 절차
생태학적 평가는 기본적으로 정보를 수집하는 과정으로 학생이 상호작용하는 환경 및 생태계를 대상으로 한다. 이상적인 생태학적 평가는 학생을 포함한 환경을 구체화하고, 학생에 대한 요구를 목록화하고, 학생이 상호작용하는 환경 내에서 바람직한 성과를 거두기 위해 요구되는 행동과 기술을 정의하고 분석하는 것을 포함한다. 평가 절차는 생태학적 평가기법(교수환경척도와 교실 및 교수욕구분석)과 행동평정프로파일-2, 행동기능평가 등이 있다.
- 교실 환경에만 초점을 맞춘 생태학적 평가: 교수환경척도(The Instuctional Environment Scale : TIES)(Ysseldyke & Christenson, 1987)와 교실 및 교수요구분석(Analysis of Classroom and Instructional Demands : ACID TEST)(West, 1990)이다. 이것은 교수 내용, 교실 규칙과 교사 기대, 평가 내용 등 교실 환경 내 요구가 무엇인지 파악하고 이끌어낸다. 측정 결과 학생 개개인의 능력에 적합한 교수를 제공할 수 있으며 기존의 교수를 보완하거나 수정할 수 있다. 이 평가는 학생과 교실과의 상호작용을 충분히 고려한다는 점에서 모든 장애 학생들에게 긍정적인 영향을 미칠 수 있다.

- 교실 외의 다른 환경과 자원으로부터 개인에 관한 정보를 찾는 도구: 행동평정프로파일-2(The Behavior Rating Profile-2:BRP-2)(Brown & Hammill, 1990)가 그 예다. 이 도구는 여러 환경 내에서 학생의 다양한 행동을 검사하며, 학생, 교사, 부모의 평정척도, 소시오그램으로 구성되어 개별적으로 또는 몇 개만 선택하여 사용할 수 있다.

## 중재 방안
- 학급환경의 변화

물리적 배치는 분리된 개인과 집단 교실 영역, 타임아웃 영역, 강화 센터를 등을 포함한다. 개인열람석이나 스크린의 사용은 독립적인 작업을 할 때 주의산만을 없애는 데 유용하다. 심리학적인 일관성을 유지하기 위해 명확하고 간결하며 시행 가능한 규칙을 선택하고 그 차트를 벽에 붙인다든지 성공적인 학습을 격려하기 위해 개별계약이나 과제 용지를 정리할 수도 있다. 제한된 시간을 교사는 구조화하며 학생들이 그 시간을 효율적으로 관리하는 것을 배우도록 한다. 또 생태학적 평정을 토대로 한 개별적인 적용을 하게 한다. 
- 가정환경의 변화

PL94-142(IDEA)에 부모를 포함한 것이 명시되어 있으며, 가정-학교 계획이 좀 더 효과적인 프로그램이 된다는 것을 알았기 때문에 70년대 중반부터 부모가 자녀의 교육 프로그램에 참가하는 것이 증가되어 왔다. 부모지원 집단과 부모 훈련 프로그램은 교육자에 의해 종종 공식적으로 조직된다.
일시적 보호(Respite care)는 부모가 중증 정서행동문제를 가진 아동에 대해 가정에서 중재하는 데 유용하다. 포괄적인 프로그램은 종종 학교체계와 함께 사회적인 시설로부터 협력하여 계획하고 자금을 모으는 식의 체계접근을 요구한다.
가정 환경구조에서의 또 다른 가능성 있고 효과적인 변화는 가족상담(Family therapy)이다.
- 학교환경의 변화

주류화(mainstreaming)는 학교환경 변화의 대표적 생태학적 중재이며, 그것은 70년대 중반의 법안통과 이래 학교에서 이루어져왔다. 주류화는 교육자가 장애아동과 비장애아동이 함께 교육받도록 그들을 보호하는 최대한 확장되는 적절한 계획을 개발하도록 요구하였다. 최근, mainstreaming의 개념이나 최소제한환경에 문제를 지적하여 왔으며, 완전 통합(Full Inclusion)으로 가게 되었다. 완전통합(full inclusion)은 장애의 정도에 상관없이 일반교육 학급에서 모든 아동이 교육받는 것이다. 
- 사회적 환경구조의 변화: 구조적 접근

사회전반의 변화도 필요하다. 그러기 위해서는 몇가지 사회적 방해물을 제거하여야 하는데 첫 번째 방해물은 서비스의 연속성 결여이다. 특히 지역사회중심 서비스(Community-Based Service)의 결여이다. 두 번째 주요 방해물은 기관 간 협력의 결여이다.
- 가정, 학교, 지역사회 환경구조의 변화

대표적으로 프로젝트 Re-ED가 있다. 프로젝트 Re-ED는 생태학적 관점의 정서행동장애학생을 위한 모델프로그램이다. Nicholas Hobbs는 장애아동을 위한 정신병리적 프로그램에서 벗어나 이 프로그램을 개발해 냈다. Hobbs는 1960년대 초에 노스캐롤라이나주에서 Cumberland House in Nashville와 Wrihgt School in Durham을 오픈하였다. Re-ED 원칙에 따라 운영하는 16개 프로그램이 있었다. 단기간 프로그램은 모든 생태환경 속에서 중재하는 가장 효과적인 처치를 제공하는 데 토대를 두고 있다. 목적은 아동을 고쳐서 지역사회로 되돌려 보내는 것이 아니라, 아동의 생태학적 환경구조를 함께 좀 더 원활하게 고치는 것이다. 중재의 목표는 아동뿐만 아니라 아동의 가정, 이웃, 학교, 사회시설, 지역사회이다(Hobbs, 1966).
Re-ED의 처치 철학은 기본적으로 아동을, 자신의 행동을 좀 더 적절한 방법으로 바꿀 수 있으며 통제할 수 있다고 본다. 학교 중재는 교사-상담가에 의해 실행된다. 교사-상담가는 공립학교 교사로 많이 기능하지만 추가적인 상담자의 역할과 부적절한 행동을 수정하는 일을 수행하지는 않는다. 교사-상담자는 방과 후 주로 집단 활동들과 보조교과정적 활동을 감독하는 지원자이다. 거의 모든 활동들은 소그룹으로 활동하며, 동기와 조절을 하는 중요한 자원으로 다루어진다.
가정, 학교, 지역사회를 평정하는 사람인 연락 교사-상담자는 학생들의 회귀를 위해 또 다른 중요한 역할을 수행한다. 학교에서는 과거의 학업과 행동기록, 성공적인 프로그램 수정과 그렇지 않은 수정, 다양한 대인관계 등 정보를 모은다. 원활하게 학교 속으로 돌아가는 것을 목적으로 협력적으로 계획을 세우는 것이다. 부모는 이 연락 교사-상담자를 아동의 삶에 장기 변화에 영향을 주는 협력자로 본다. 연락 교사-상담자는 또한 사회적 서비스 부분이나 정신건강센타와 같은 지역 시설과 협력할 것이다. 아동의 전환계획을 위해 필수적인 연계시설이다. 따라서 연락 교사-상담자는 아동의 주요 환경구조 안에서 건강과 적절한 기능을 하는 지원하는 네트워크를 형성하기 위해 노력한다.

## 참고 문헌
- 이소현(2003), 유아특수교육, 서울:학지사
- B.Donald, M.Wolery(2003), 장애 영유아를 위한 교육, 이소현(역), 서울:이화여자대학교출판부
- J.Steven(1998), 정서장애아교육, 강위영(역), 서울:대구대학교출판부
- C. Margaret, W. Jo(2008), 정서 및 행동 장애, 방명애(역), 서울:시그마프레스